# La Wally
La Wally es una ópera en cuatro actos compuesta por Alfredo Catalani sobre un libreto de Luigi Illica, basado en una novela y una obra de teatro de Wilhelmine von Hillern, llamada Die Geyer-Wally (El buitre Wally). 
Es una pieza clásica del verismo en ópera, junto con sus contemporáneas de Puccini, Leoncavallo y Mascagni.
La pieza más célebre es el aria Ebben? Ne andró lontana, grabada por Renata Tebaldi, Montserrat Caballé, Maria Callas y Angela Gheorghiu, entre otras. Aparece también en el thriller La sombra del testigo, de Ridley Scott (1987).

## Historia
Fue estrenada con notable éxito en la Scala de Milán el 20 de enero de 1892 por la célebre soprano rumana Hariclea Darclée que también la estrenó en el Teatro Colón (Buenos Aires) en 1909. En ese coliseo la cantó Claudia Muzio en 1927. Fue estrenada en Estados Unidos en el Metropolitan Opera en 1909 protagonizada por Emmy Destinn y dirigida por Arturo Toscanini, quien bautizó a dos de sus hijos con los nombres de sus protagonistas "Wally" y "Walter".
Ha sido interpretada, entre otras, por Magda Olivero, Leyla Gencer, Renata Tebaldi, Anita Cerquetti, Eva Marton, Mara Zampieri y Carol Neblett.
La Wally cayó en desuso y no suele representarse con frecuencia actualmente, pero su aria del primer acto es popular en recitales o en disco. Representada con mayor frecuencia en Italia, en 1977 regresó al escenario del Teatro Colón y en 1992 a la Ópera de Berna y Boloña, con Renata Scotto, que hizo su debut en La Scala en el papel de Walter durante las funciones protagonizadas por la Tebaldi en diciembre de 1953.
La ópera reconquistó popularidad en los últimos tiempos gracias al aria Ebben? Ne andró lontana (del acto I), que canta Wally cuando decide marchar de su casa. Esta aria fue utilizada por Jean-Jacques Beineix en su película Diva, el personaje de la diva (Cynthia Hawkins) era interpretado por la cantante Wilhelmenia Fernández. Posteriormente la misma aria fue tema de la película A single man (película de 2009) cantada por la soprano maltesa Miriam Gauci.
Sólo existen dos versiones comerciales completas grabadas de la ópera (ver "Discografía") pero el aria "Ebben..." como pieza de concierto o recital también ha sido grabada por distinguidas cantantes como Sarah Brightman, María Callas, Montserrat Caballé, Victoria de los Ángeles, Renata Scotto, Mirella Freni, Katia Ricciarelli, Kiri Te Kanawa, Renée Fleming, Leontyne Price, Anna Netrebko, Angela Gheorghiu
La soprano inglesa Sarah Brightman grabó la versión original como parte de su álbum Time to Say Goodbye, y otra versión titulada Question of Honor para el álbum Fly (1996), en donde intercala partes del aria con una pieza electrónica, de acuerdo al estilo definido por su productor y compañero sentimental Frank Peterson.
Esta ópera rara vez se representa en la actualidad; en las estadísticas de Operabase aparece con sólo 9 representaciones en el período 2005-2010, siendo la primera de Catalani.

## Argumento
La Wally se desarrolla en cuatro actos. La acción toma lugar en Hochstoff y Sölden, pueblos del Tirol, y sus alrededores, a comienzos del siglo XIX.

### Acto I
Con un concurso de tiro se celebra el 70.º cumpleaños del viejo terrateniente Stromminger. Su hija, Wally, está enamorada del cazador Giuseppe Hagenbach, del pueblo cercano de Sölden.
Stromminger, que quiere casar a su hija con Vincenzo Gellner, que la muchacha rechaza, tiene unas duras palabras con Hagenbach, a quien ridiculiza en público. Wally se niega a casarse con Gellner y Stromminger la pone ante la disyuntiva: o se casa con él, o se va de casa. Wally no lo duda y se va con su joven amigo Walter a vivir a las montañas.

### Acto II
Plaza del pueblo de Sölden, un año después. Es el día de Corpus Cristi. Ha muerto Stromminger y ahora Wally, la rica heredera de Hochstoff, visita el pueblo vecino para ver a Hagenbach, a quien sigue amando. 
Gellner le hace saber que ahora Hagenbach ama a Afra, la posadera del pueblo, e incluso se ha fijado la fecha de la boda. Ante esta revelación Wally ofende a Afra en presencia de los clientes. Como es día festivo, se celebra un baile en el pueblo, y Hagenbach, confabulado con amigos suyos para vengar a Afra, apuesta a que bailará con Wally y le robará un beso, algo que parece imposible dado el carácter altanero de la muchacha. 
Pero ella, convencida de que Hagenbach la ama, se deja besar. Las risas de los confabulados hacen que ella se marche indignada y que le pida a Gellner que, si la quiere, mate a Hagenbach.

### Acto III
Pueblo de Hochstoff, en la noche del día del acto segundo. Walter ha acompañado a Wally. Gellner vuelve también, finge entrar en casa y apaga la luz; se esconde junto al puente, y cuando Hagenbach pasa le da un empujón y lo despeña por el barranco. Luego llama a la ventana de Wally y le dice que ha cumplido su encargo. Wally, horrorizada, desciende al barranco y ayuda a subir a Hagenbach y lo lleva a casa de Afra para que lo cuide. 

### Acto IV
Es el crudo invierno alpino de diciembre en las alturas del Murzol. Wally se ha retirado a su cabaña de las alturas. Walter viene a verla y le ruega que vuelva al pueblo por Navidad. Ella se niega y queda absorta en sus pensamientos cuando el muchacho se va. De pronto se acerca Hagenbach que la llama a gritos para persuadirla de la sinceridad de su amor. Pero sobreviene una enorme avalancha que sepulta a Hagenbach bajo la nieve. Wally desesperada, se lanza al precipicio para también morir.

## Registros
- Renata Tebaldi, Mario del Monaco, Justino Díaz, Piero Cappuccilli , Fausto Cleva (CD - Decca)
- Eva Marton, Francisco Araiza, Francesco Ellero d'Artegna, Alan Titus, Pinchas Steinberg (CD- Sony)
- Renata Tebaldi, Giacinto Prandelli, Silvio Maionica, Pinuccia Perotti, Arturo Basile (CD - Opera Hommage)

## Curiosidades
- El aria Ebben... fue utilizada en Francia para la publicidad por televisión del operador de telefonía móvil Bouygues Telecom. Una soprano emociona a un público extasiado en la ópera, sólo que ella está atrapada en un aeropuerto y canta a través de teléfonos celulares de la empresa.

- El aria Ebben... también fue utilizada para una publicidad por televisión del whisky Ballantine's.

- El aria Ebben... también fue utilizada para la serie Smallville, al inicio del episodio 13 "El sospechoso" ("Suspect") de la segunda temporada (en un atentado contra Lioner Luthor en su mansión).

- El aria Ebben... aparece en un capítulo de la cuarta temporada de la serie Glee, en un disco de vinilo.

- El aria Ebben... aparece en un episodio de la sexta temporada de la serie CSI: Miami, "Págame a tiros" ("Bang Bang your Debt"), y en el cuarto episodio de la cuarta temporada ("Incendio en un auto").

Así mismo aparece en el cuarto episodio de la segunda temporada  de la serie danesa Borgen.